# Denis Côté (réalisateur)
Pour les articles homonymes, voir Côté et Denis Côté.
Denis Côté, né le 16 novembre 1973 à Perth-Andover (Nouveau-Brunswick), est un réalisateur, scénariste et producteur canadien. Cinéaste indépendant, il est souvent nommé comme l'un des auteurs importants du renouveau du cinéma québécois[réf. nécessaire].

## Biographie
Cinéphile, il étudie le cinéma au collège Ahuntsic de Montréal puis fonde nihilproductions vers 1994. Très actif, il tourne une quinzaine de courts métrages. Parallèlement, il est journaliste cinéma à la radio, chef de pupitre cinéma pour l'hebdo culturel montréalais Ici entre 1999 et 2005, et vice-président de l’Association québécoise des critiques de cinéma (AQCC). Pour la suite de sa carrière, il a beaucoup collaboré avec la productrice Stéphanie Morissette; puis avec Sylvain Corbeil de la société Metafilms.
En 2005, son premier long métrage, Les États nordiques, remporte le Léopard d’or (vidéo) au Festival international de Locarno, ainsi que le Grand Prix Indie Vision du Festival international de Jeonju en Corée. En novembre 2007, le film fait partie des dix choisis par les Cahiers du cinéma lors de la programmation Un Week-end d'inédits organisée par la revue[réf. nécessaire].
Tourné en langue bulgare, Nos vies privées (2007) fait le tour du circuit des festivals internationaux.
Son troisième long métrage, Elle veut le chaos, remporte le Prix de la mise en scène au 61e Festival du film de Locarno et le Prix du meilleur film canadien au Festival international du cinéma francophone en Acadie. Jean-Michel Frodon, alors rédacteur en chef des Cahiers du cinéma, en fait l'un de ses 10 choix pour les Meilleurs films de 2008.
En octobre 2008, son œuvre fait l'objet d'une rétrospective à la Cinémathèque québécoise.
Né d'une résidence d'artiste, Carcasses est présenté au prestigieux Festival de Cannes à la Quinzaine des réalisateurs en mai 2009. Présenté au Toronto International Film Festival, il fait partie du Canada Top Ten.
Fin mai 2010 au FTA, Côté est chargé de la réalisation des images vidéo de la pièce Cendres mise en scène par Jérémie Niel (d'après Terre et cendres d'Atiq Rahimi). La même année, le moyen métrage Les Lignes ennemies (43 min.) fait partie du Jeonju Digital Project du Jeonju International Film Festival (Corée) où il est présenté en première mondiale.
Toujours en 2010, Curling est présenté en compétition officielle au Festival du film de Locarno (Suisse). Il remporte le Prix de la mise en scène, en plus du Léopard pour la meilleure interprétation masculine décerné à Emmanuel Bilodeau. En octobre 2011, Curling fait l'objet d'une sortie nationale en France avec une revue de presse élogieuse. Fin octobre, début novembre 2010, la Viennale présente une rétrospective de son œuvre, suivi en 2011 de celle du Festival de La Rochelle.
Bestiaire (2012), son sixième long métrage, est un essai qui s'intéresse au règne animal. Présenté aux festivals de Sundance et de Berlin, le film assure l'ouverture des 30e Rendez-vous du cinéma québécois.
Le magazine canadien CinemaScope inclut Denis Côté dans sa liste des 50 meilleurs cinéastes de moins de 50 ans dans son édition de mars 2012.
En février 2013, Vic+Flo ont vu un ours est présenté en compétition officielle à la Berlinale. Denis Côté reçoit le prix Alfred-Bauer (Ours d'argent de l'innovation) des mains de Wong Kar-wai. Présenté dans presque une centaine de festivals internationaux, Le film remporte le prix du meilleur scénario au Festival de Namur en Belgique, est vendu dans une douzaine de pays[réf. nécessaire], est célébré par la critique et est nommé pour plusieurs prix Jutra au Québec en mars 2014. Les actrices Pierrette Robitaille et Marie Brassard sont nommées pour leurs rôles dans le film.
Denis Côté retourne à la Berlinale en 2014 dans la section Forum pour présenter un film-essai plus modeste intitulé Que ta joie demeure (Joy of Man's Desiring). De nouvelles rétrospectives de son travail sont annoncées à Guadalajara, Barcelone, Taipei et Bruxelles.
Boris sans Béatrice est tourné à l'été 2015 et réunit James Hyndman, Simone-Elise Girard, Isolda Dychauk, Dounia Sichov et Denis Lavant. Le film raconte les déboires de Boris Malinovsky, riche et fier homme d'affaires confronté à la maladie de sa femme. Denis Côté retrouve plusieurs collaborateurs habituels pour cette fiction produite par Metafilms.
En mai 2015, l'ordre des Arts et des Lettres du ministère de la Culture de France décerne le grade de chevalier de l'ordre à Denis Côté.
En mars 2016, il est membre du jury du 40e Festival international du film de Hong Kong, présidé par Sylvia Chang.
Ta peau si lisse, le 10e long métrage de Côté, est présenté en première mondiale le 4 août 2017 au 70e Festival international du film de Locarno (Suisse). Dans ce documentaire hybride au style plus fluide et libre que ses derniers opus, l'auteur suit avec délicatesse et respect les mécaniques quotidiennes de six hommes épris de la passion du culturisme. Le film est coproduit avec Jeanne-Marie Poulain, avec Joëlle Bertossa de la société de production suisse Close Up Films et avec l'actrice française Dounia Sichov pour la société The Addiction.
En 2019, Denis Côté termine Répertoire des villes disparues, un film qui frôle le cinéma d'horreur pour parler du repli sur soi dans un petit village. Ce 11e long métrage est à nouveau en compétition officielle à la 69e édition de la Berlinale. En août 2019, Denis Côté présente Wilcox, au festival de Locarno, en Suisse. Pour parler de ce nouvel essai libre qui s'intéresse à un homme sans identité et sans port d'attache, le critique Samy Benammar de la revue 24 images écrit: ''la proposition est celle d’un cinéma sans dialogues ni trame narrative, errance cinématographique qui plonge son spectateur dans une expérience troublante''[réf. nécessaire].

## Filmographie
- 2005 : Les États nordiques (en) (Drifting States)
- 2007 : Nos vies privées (en) (Our Private Lives)
- 2008 : Elle veut le chaos (All that She Wants)
- 2009 : Carcasses (en)
- 2010 : Curling
- 2012 : Bestiaire (en)
- 2013 : Vic+Flo ont vu un ours (Vic and Flo Saw a Bear
- 2014 : Que ta joie demeure (en) (Joy of Man's Desiring)
- 2016 : Boris sans Béatrice (Boris Without Béatrice)
- 2017 : Ta peau si lisse (A Skin So Soft)
- 2019 : Répertoire des villes disparues (Ghost Town Anthology)
- 2019 : Wilcox
- 2021 : Hygiène sociale (Social Hygiene)
- 2022 : Un été comme ça (That Kind of Summer)
- 2023 : Mademoiselle Kenopsia
- 2025: Paul

## Courts-métrages
- 1997 : Des tortues dans la pluie
- 1999 : Old Fashion Waltz
- 2000 : Seconde valse
- 2000 : Kosovolove
- 2001 : Rejoue-moi ce vieux mélodrame
- 2002 : Mécanique de l’assassin
- 2003 : La Sphatte
- 2005 : Les Jouets
- 2005 : Tennessee
- 2007 : Maïté
- 2010 : Les Lignes ennemies (The Enemy Lines)
- 2015 : Excursoes (Excursions) Segment de Aqui em Lisboa
- 2015 : Que nous nous assoupissions

## Récompenses
- 2001 : Seconde valse : Prix du meilleur montage au Atlantic Film Festival (Halifax)
- 2004 : La Sphatte : Prix Bronze au Brno B16 (République tchèque)
- 2005 : Les États nordiques : Léopard d'or (vidéo) à Festival international du film de Locarno (Suisse)
- 2006 : Les États nordiques : Grand Prix Indie Vision à Jeonju (Corée)
- 2008 : Elle veut le chaos : Prix de la mise en scène au Festival international du film de Locarno (Suisse)
- 2008 : Elle veut le chaos : Mention spéciale du jury des jeunes à Locarno (Suisse)
- 2008 : Elle veut le chaos : Meilleur film canadien au FICFA (Festival international du cinéma francophone en Acadie) de Moncton (Canada)
- 2009 : Carcasses : Prix du Jury au Festival l'Age d'Or - Cinemathèque de Bruxelles (Belgique)
- 2010 : Curling : Prix de la mise en scène au Festival international du film de Locarno (Suisse)
- 2010 : Curling : Léopard pour la meilleure interprétation masculine (Emmanuel Bilodeau) au Festival international du film de Locarno (Suisse)
- 2012 : Bestiaire : Prix spécial du jury au Festival du film environnemental de l'Université Yale (États-Unis)
- 2013 : Vic+Flo ont vu un ours : Prix Alfred-Bauer (Ours d'argent de l'innovation) au Festival international du film de Berlin (Berlinale) (Allemagne)
- 2013 : Vic+Flo ont vu un ours : Bayard d'Or du meilleur scénario au Festival international du film francophone de Namur (Belgique)
- 2014 : Que ta joie demeure : Mention spéciale du jury au FICUNAM de Mexico (Mexique)
- 2015 : nommé chevalier de l'Ordre des Arts et des Lettres (France)
- 2019 - Répertoire des villes disparues : Film & Litterature Award - Best Film au Film by The Sea Festival - Vlissingen, Pays-Bas.
- 2019 - Répertoire des villes disparues : Prix de la critique - Meilleur film au 37th Uruguay International Film Festival - Montevideo, Uruguay.
- 2019 - Répertoire des villes disparues : Prix de la meilleure réalisation au Arkhangelsk Arctic Open Film Festival - Russie.
- 2019 - Wilcox : Prix spécial du jury aux Rencontres internationales du documentaire de Montréal (RIDM) - Canada.
- 2024 - Prix Albert-Tessier